# Flores silvestres

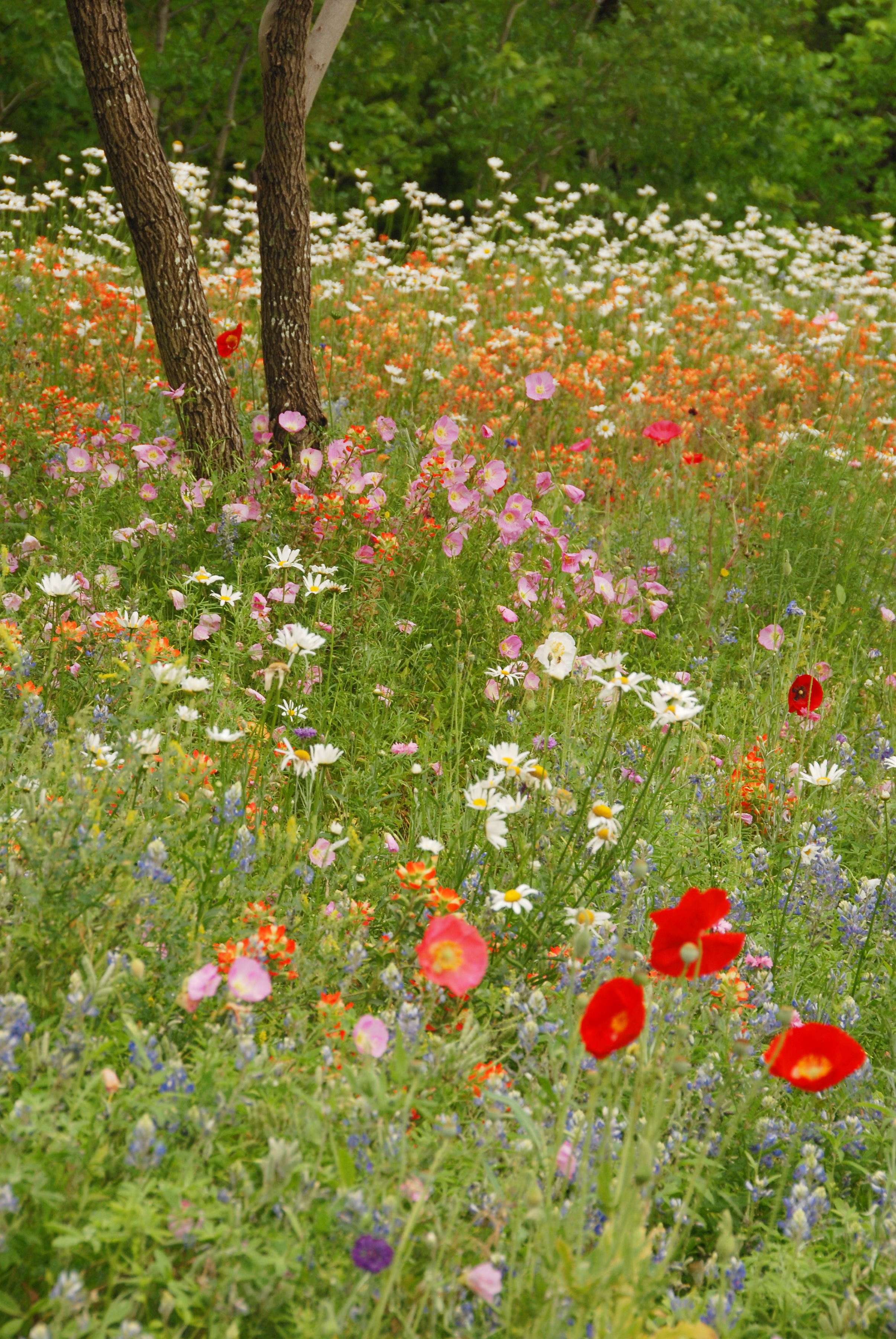
Flores Silvestres

Uma flor silvestre (ou flor selvagem) é uma flor que cresce na natureza, a flor de uma planta selvagem ou não cultivada. O que significa que não foi semeado ou plantado intencionalmente. O termo implica que a planta não é um híbrido nem uma cultivar selecionada que seja diferente da planta nativa, mesmo que esteja crescendo onde não seria encontrada naturalmente. Em resumo, uma flor silvestre é qualquer planta florífera que cresce sem intervenção humana. O termo pode se referir à planta inteira, mesmo quando não está em flor, e não apenas à flor. 